# Olivia DeJonge
Olivia DeJonge (Melbourne, Victoria, 30 de abril de 1998) es una actriz australiana de cine y televisión, conocida principalmente por interpretar a Priscilla Presley en la película biográfica musical Elvis. Como actriz, hizo su debut en 2014 en la película The Sisterhood of Night y desde entonces ha aparecido en numerosas películas y series de televisión, entre las que cabe destacar su interpretación de Tara Swift y Shaneen Quigg en la serie australiana de ABC Hiding (2015), la película estadounidense de terror, escrita y dirigida por M. Night Shyamalan, The Visit (2015) y la serie de Netflix The Society (2019).

## Biografía

### Infancia y juventud
Olivia DeJonge nació el 30 de abril de 1998 en Melbourne (Australia), hija de Robyn y Rob DeJonge, un hombre de negocios. Es la mayor de dos hermanos. En octubre de 2003, cuando solo tenía cinco años, ella y su familia se mudaron a Perth, Australia Occidental, donde comenzó sus estudios en el Presbyterian Ladies College en Peppermint Grove, un suburbio junto al río en Perth.

### Carrera
En 2010, Olivia consiguió su primer papel en el cortometraje del director australiano Maziar Lahooti The Good Pretender (2011), papel por el que ganó el 24th Western Australian Screen Awards como Mejor Actriz. En 2014, hizo su debut cinematográfico en la película The Sisterhood of Night; dirigida por Caryn Waechter y que además cuenta con las actuaciones de Georgie Henley, Kara Hayward y Kal Penn. La película se estrenó el 10 de abril de 2015, después de tener un prestreno en octubre de 2014.
En 2015, DeJonge apareció en la serie dramática Hiding para la cadena de televisión ABC Australia, en la que interpretó el personaje de Tara Swift / Shaneen Quigg. En 2015, protagonizó la película estadounidense de intriga y terror The Visit escrita y dirigida por M. Night Shyamalan que se prestrenó el 31 de agosto de 2015 y fue estrenada el 11 de septiembre de 2015 por Universal Pictures. En 2016, interpretó el papel de la niñera Ashley en la película de horror psicológico ambientada en la Navidad Cuidado con los extraños dirigida por Chris Peckover. Película que se estrenó en la Sección Oficial del Festival de Cine de Sitges de 2016 (con el título de Safe Neighborhood).
En 2017, DeJonge interpretó el papel de Alice Burbage en la serie de televisión de drama, sobre la juventud (ficticia) de William Shakespeare Will. En 2019, interpretó el papel de Elle en la serie de suspense y ciencia ficción The Society estrenada en Netflix. El 9 de julio de 2019, se anunció que la serie había sido renovada una segunda temporada. Sin embargo, el 21 de agosto de 2020 la serie fue finalmente cancelada por la pausa de filmación debido a la pandemia de COVID-19, después de grabar algunos capítulos.
En 2019, protagonizó, junto a Alex Neustaedter y William Ficthner, la película dramática Josie & Jack basada en la novela de Kelly Braffet del mismo título. La película sigue la oscura historia de los hermanos adolescentes (DeJonge y Neustaedter) que se crían en completo aislamiento en una decadente mansión rural en Pensilvania.
En octubre de 2019, se anunció que la productora Warner Bros había seleccionado a DeJonge para que interpretará el papel de Priscilla Presley en la película biográfica de Elvis Presley titulada Elvis, dirigida por Baz Luhrmann que se estrenó el viernes 24 de junio de 2022. Su actuación en la película recibió elogios de los críticos, que aplaudieron su capacidad para igualar el carisma de su coprotagonista Austin Butler. Además ganó el premio AACTA a la mejor actriz de reparto por este papel.
En 2022 participó en la serie de ficción La escalera de HBO Max, protagonizada por Colin Firth como Michael Peterson quien fue condenado por matar a su esposa Kathleen Peterson, interpretada por Toni Collette, quien fue encontrada muerta al pie de la escalera de su casa. Creada y escrita por Antonio Campos y Maggie Cohn, basada en la serie documental de 2004 del mismo nombre creada por Jean-Xavier de Lestrade, la serie se estrenó el 5 de mayo de 2022.

## Filmografía

### Cine

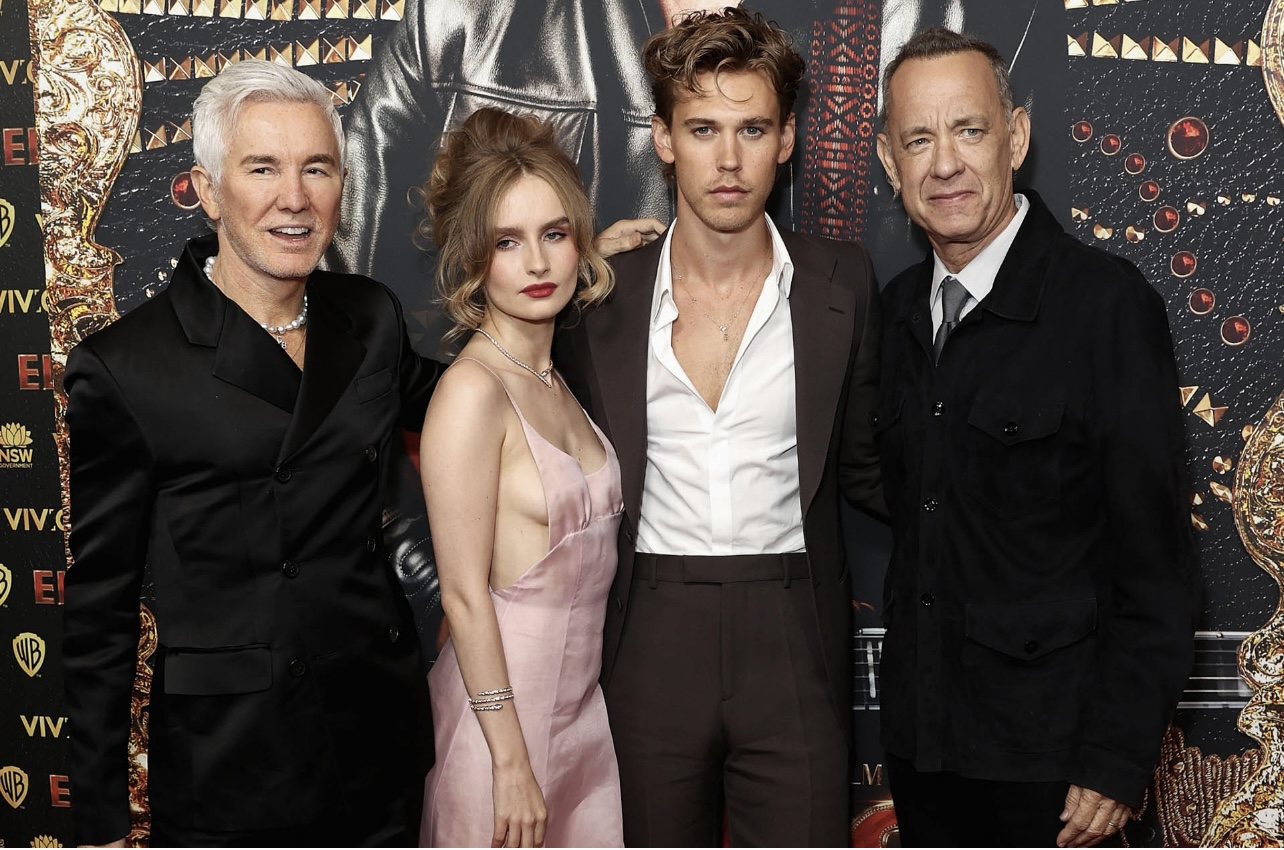
De izquierda a derechaː Baz Luhrmann, Olivia Dejonge, Austin Butler y Tom Hanks en el estreno de la película Elvis el 6 de junio de 2022.

| Año  | Título                   | Papel             | Notas        | Ref.   |
| ---- | ------------------------ | ----------------- | ------------ | ------ |
| 2011 | Good Pretender           | Ally              | Cortometraje |        |
| 2012 | Polarised                | Beth              | Cortometraje |        |
| 2012 | Eleven Thirty            | Sally             | Cortometraje |        |
| 2014 | The Sisterhood of Night  | Lavinia Hall      |              |        |
| 2015 | La visita                | Becca             |              | [ 3 ]  |
| 2016 | Scare Campaign           | Abby              |              |        |
| 2016 | Cuidado con los extraños | Ashley            |              | [ 8 ]  |
| 2018 | Undertow                 | Angie             |              |        |
| 2018 | Love and Other Places    | Shaz              | Cortometraje |        |
| 2019 | Stray Dolls              | Dallas            |              |        |
| 2019 | Josie & Jack             | Josie             |              |        |
| 2022 | Elvis                    | Priscilla Presley |              | [ 15 ] |
| —    | The Trashers             | —                 |              | [ 24 ] |

### Televisión
| Año  | Título                            | Papel                      | Notas                         | Ref.   |
| ---- | --------------------------------- | -------------------------- | ----------------------------- | ------ |
| 2015 | Hiding                            | Shaneen Quigg / Tara Swift | Papel principalː 8 episodios  |        |
| 2017 | Will                              | Alice Burbage              | Papel principalː 10 episodios |        |
| 2019 | The Society                       | Elle Tomkins               | Papel principalː 10 episodios | [ 11 ] |
| 2022 | The Staircase                     | Caitlin Atwater            | Papel secundarioː 8 episodios |        |
| 2025 | The Narrow Road to the Deep North | Ella                       | Miniserie                     | [ 25 ] |

## Premios y nominaciones
| Año  | Premio                       | Categoría                                           | Papel                                | Resultado | Ref.   |
| ---- | ---------------------------- | --------------------------------------------------- | ------------------------------------ | --------- | ------ |
| 2011 | West Australian Screen Award | Mejor actuación de una actriz                       | Ally en Good Pretender               | Ganadora  |        |
| 2012 | Premios AACTA                | Mejor actuación de una actriz joven                 | Ally en Good Pretender               | Nominada  |        |
| 2016 | Logie Awards                 | Nuevo talento femenino más popular                  | Shaneen Quigg / Tara Swift en Hiding | Nominada  |        |
| 2016 | Premios Saturn               | Mejor interpretación de un actor/actriz joven       | Becca en La visita                   | Nominada  |        |
| 2016 | Premios Young Artist         | Mejor actuación en película de una actriz principal | Becca en La visita                   | Nominada  | [ 26 ] |
| 2022 | Premios AACTA                | Mejor actriz de reparto                             | Priscilla Presley en Elvis           | Ganadora  | [ 27 ] |